# Blackburn B-20
Blackburn B-20 là một loại máy bay thử nghiệm của Anh, bay lần đầu năm 1940, đây là một mẫu thử nghiệm nhằm nâng cao hiệu năng của các loại tàu bay.

## Tính năng kỹ chiến thuật (B-20, theo thiết kế)

Dữ liệu lấy từ Jane's Fighting Aircraft of World War II
Đặc điểm tổng quát
- Kíp lái: 6
- Chiều dài: 69 ft 8 in (21,2 m)
- Sải cánh: 82 ft (25 m)
- Chiều cao: 25 ft 2 in (7,65 m)
- Diện tích cánh: 1.066 ft² (99 m²)
- Trọng lượng cất cánh tối đa: 35.000 lb (16.000 kg)
- Động cơ: 2 × Rolls-Royce Vulture, 1.720 hp (1.280 kW)  mỗi chiếc

 Hiệu suất bay 
- Vận tốc cực đại: 306 mph (266 kn, 490 km/h) trên độ cao 15.000 ft (4.600 m)
- Tầm bay: 1.500 mi (810 nmi, 2.400 km)